# Вязовка (приток Ломовки)
Вязовка — река в России, протекает по Нижнеломовскому району Пензенской области. Устье реки находится в 33 км от устья Ломовки по левому берегу. Длина реки составляет 23 км, площадь водосборного бассейна — 171 км².
Исток реки у деревни Пошутовка в 13 км к северо-западу от села Верхний Ломов. Река течёт на восток и юго-восток. Приток — река Долгая (6,8 км от устья по правому берегу, в водном реестре названа «ручей Шуструй»). Протекает деревни Кадомцево и Новая Михайловка. Впадает в Ломовку ниже села Верхний Ломов.

## Данные водного реестра
По данным государственного водного реестра России относится к Окскому бассейновому округу, водохозяйственный участок реки — Мокша от истока до водомерного поста города Темников, речной подбассейн реки — Мокша. Речной бассейн реки — Ока.
Код объекта в государственном водном реестре — 09010200112110000027124.